# Iōannīs Giannourīs
Iōannīs Giannourīs (in greco Ιωάννης Γιαννουρης?; Atene, 13 gennaio 1958) è un allenatore di pallanuoto greco, allenatore del Club Aquatico Pescara.

## Statistiche

### Carriera da allenatore
Statistiche aggiornate al 16 novembre 2010.
| Stagione        | Squadra         | Campionato      | Campionato | Campionato | Campionato | Campionato | Coppe nazionali | Coppe nazionali | Coppe nazionali | Coppe nazionali | Coppe nazionali | Coppe continentali | Coppe continentali | Coppe continentali | Coppe continentali | Coppe continentali | Altre coppe | Altre coppe | Altre coppe | Altre coppe | Altre coppe | Totale | Totale | Totale | Totale |
| Stagione        | Squadra         | Comp            | Pres       | Vit        | Par        | Sco        | Comp            | Pres            | Vit             | Par             | Sco             | Comp               | Pres               | Vit                | Par                | Sco                | Comp        | Pres        | Vit         | Par         | Sco         | Pres   | Vit    | Par    | Sco    |
| --------------- | --------------- | --------------- | ---------- | ---------- | ---------- | ---------- | --------------- | --------------- | --------------- | --------------- | --------------- | ------------------ | ------------------ | ------------------ | ------------------ | ------------------ | ----------- | ----------- | ----------- | ----------- | ----------- | ------ | ------ | ------ | ------ |
| 2010-2011       | Latina          | A1              | 6          | 2          | 0          | 4          | -               | -               | -               | -               | -               | -                  | -                  | -                  | -                  | -                  | -           | -           | -           | -           | -           | -      | -      | -      | -      |
| Totale carriera | Totale carriera | Totale carriera | ?          | ?          | ?          | ?          | -               | -               | -               | -               | -               | -                  | -                  | -                  | -                  | -                  | -           | -           | -           | -           | -           | -      | -      | -      | -      |

## Palmarès

### Allenatore

#### Trofei nazionali
- Campionato greco: 3

Vouliagmeni: 1990-1991, 1996-1997, 1997-1998
- Coppa di Grecia: 1

Vouliagmeni: 1998-1999
- Coppe Italia: 1

Pescara: 1991-1992
- Supercoppa di Grecia: 1

Vouliagmeni: 1996
- Coppa delle Coppe: 1

Vouliagmeni: 1996-97